# مارک کلی
مارک کلی (به انگلیسی: Mark Kelly) (۲۱ فوریهٔ ۱۹۶۴) فضانورد اهل کشور ایالات متحده آمریکا و سناتور ایالات متحده از آریزونا است. او در اورنج، نیوجرسی زاده شد. وی در مأموریت اس‌تی‌اس-۱۰۸، اس‌تی‌اس-۱۲۱، اس‌تی‌اس-۱۲۴، اس‌تی‌اس-۱۳۴ حضور داشته است. کلی عضو حزب دمکرات است و در انتخابات ویژه سنا در آریزونا در ۳ نوامبر ۲۰۲۰ بر سناتور مارتا مکسلی غلبه کرد تا باقیمانده دوره جان مککین را تا سال ۲۰۲۲ بگذراند.
مارک ادوارد کلیپسر ریچارد و پتریشیا است. او تبار ایرلندی دارد. او در فوریه ۱۹۶۴ در اورنج، نیوجرسی متولد، و در اورنج غربی، نیوجرسی بزرگ شد. او یک برادر دوقلو دارد. او در سال ۱۹۸۲ از دبیرستان ماونتن فارغ‌التحصیل شد. لیسانس علوم را در مهندسی دریا و علوم دریانوردی از آکادمی تفنگداران دریایی تجاری ایالات متحده با بالاترین افتخار دریافت کرد. او در سال ۱۹۹۴، فوق لیسانس مهندسی هوافضا را از مدرسه عالی نیروی دریایی دریافت کرد.
در ژانویه ۲۰۱۱ زن کلی، گابریل گیفوردز نماینده وقت آریزونا در کنگره آمریکا در ۸ ژانویه ۲۰۱۱ تیر خورد و نزدیک بود کشته شود. شش نفر در این تیراندازی در توسان کشته شدند. پس از تیراندازی دبستان سندی هوک در سال بعد، گیفوردز و کلی نهاد ناسودبر آمریکاییان برای راه حل‌های مسئولانه را که بعدها به گیفوردز تغییر نام داد تأسیس کردند، نهادی که برای تدابیر کنترل اسلحه نظیر بررسی پیشینه همگانی و قوانین پرچم قرمز مبارزه می‌کند.